# Astra (음반)
| 전문가 평가 | 전문가 평가 |
| 평가 점수   | 평가 점수   |
| 출처        | 점수        |
| ----------- | ----------- |
| AllMusic    | [ 1 ]       |
| Sounds      | [ 2 ]       |

《Astra》는 1985년 11월 30일, 게펀 레코드에서 발매된 영국의 록 슈퍼그룹 아시아의 세 번째 스튜디오 음반이다. 이 음반은 2006년 오리지널 라인업이 재결합한 후 발매된 《Phoenix》 (2008년)까지 공동 창립 보컬이자 베이시스트인 존 웨튼과 함께한 마지막 스튜디오 음반이었다. 《Astra》는 스티브 하우의 뒤를 이은 스위스의 기타리스트 맨디 마이어와 함께 한 《Then & Now》의 두 음반 중 첫 번째 음반이다.

## 배경
1984년에 시작된 이 음반은 1983년 9월에 해고된 후 웨튼이 그룹에 복귀하는 것을 의미했다. 1983년 12월, 도쿄의 일본무도관에서 열린 콘서트를 위해 일시적으로 에머슨, 레이크 & 파머의 공동 설립자 그렉 레이크가 그의 자리를 대신했다. 《Asia in Asia》라고 크게 홍보된 이 쇼의 첫날밤은 MTV 역사상 처음으로 위성 전송을 통해 방송되었다. 레이크는 2개월간의 임무를 마치고 아시아를 떠났고 곧 웨튼은 다시 돌아오기로 확신했다. 후자는 이에 동의했지만 하우의 귀환을 조건으로 했다. 《Astra》를 위한 세션이 시작되었을 때, 그룹은 스위스의 하드 록 밴드 크로커스의 전 기타리스트인 마이어를 영입했다. 이러한 인사이동은 아시아에 있어서 좀 더 날카롭고 약간 아레나 록과 헤비 메탈 사운드로의 음악적 방향의 변화를 의미했다.

## 곡 목록
모든 곡들은 특별한 언급이 없는 한 존 웨튼과 제프 다운스에 의해 작사/작곡하였다.
| #  | 제목                    | 작사·작곡 | 재생 시간 |
| -- | ----------------------- | --------- | --------- |
| 1. | 〈Go〉                  |           | 4:09      |
| 2. | 〈Voice of America〉    |           | 4:29      |
| 3. | 〈Hard on Me〉          | 웨튼      | 3:37      |
| 4. | 〈Wishing〉             |           | 4:17      |
| 5. | 〈Rock and Roll Dream〉 |           | 6:53      |

| #   | 제목                       | 작사·작곡             | 재생 시간 |
| --- | -------------------------- | --------------------- | --------- |
| 6.  | 〈Countdown to Zero〉      |                       | 4:17      |
| 7.  | 〈Love Now till Eternity〉 |                       | 4:14      |
| 8.  | 〈Too Late〉               | 웨튼, 다운스, 칼 파머 | 4:14      |
| 9.  | 〈Suspicion〉              |                       | 3:47      |
| 10. | 〈After the War〉          |                       | 5:09      |